# 多摩川スピードウェイ
座標: 北緯35度35分12.12秒 東経139度39分47.37秒 / 北緯35.5867000度 東経139.6631583度

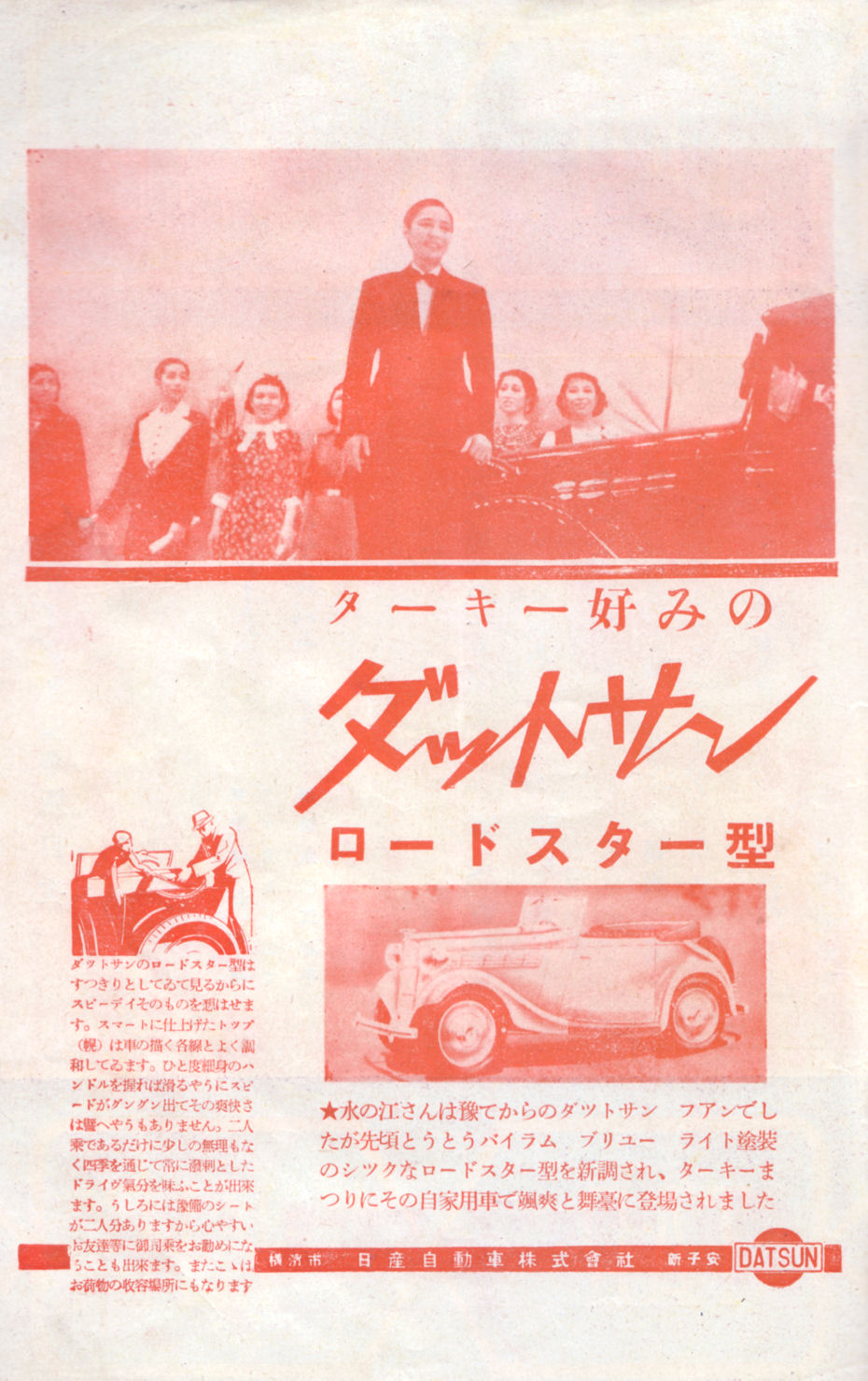
水の江瀧子を起用したダットサンの広告（1936年）

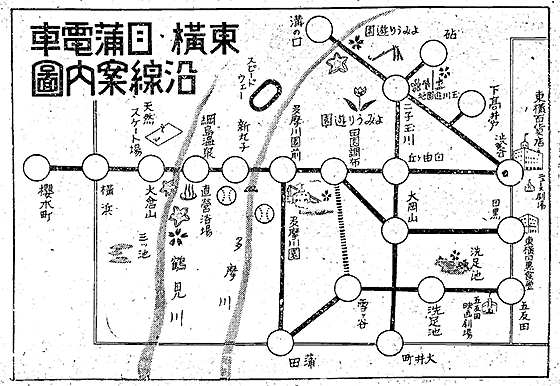
自社の路線案内図に「スピードウェー」として紹介された多摩川スピードウェイ（中段上。『東横・目蒲電車沿線案内図』1938年）

多摩川スピードウェイ（たまがわスピードウェイ）は、神奈川県川崎市中原区上丸子天神町の多摩川河川敷に存在した、日本及びアジア初の常設サーキット。「オリンピアスピードウェイ」とも呼ばれた。1936年5月9日に開業。東急東横線の多摩川橋梁の川崎側の北側付近に相当する。

## いきさつ

### レース黎明期
日本における自動車の黎明期である1907年にエンジンまでも含めた純国産車を開発し、1910年代には日本国内でも富裕層や外国人により輸入自動車によるレースが始まった。
さらに1920年代には白楊社のオートモ号など、中小規模の国産の自動車メーカーが複数設立され、いずれもレースができる場所を探していたが、パーマネント（常設）サーキットがないために目黒競馬場や洲崎埋立地、代々木練兵場や立川飛行場で開催するなど開催場所の確保に苦労していた。
このような状況を打開するため、アメリカでモータースポーツ活動を行っていた藤本軍次がパーマネントサーキットの開場を企画し、1930年代初頭に報知新聞社とともに「日本スピードウェイ協会」を設立し、サーキット用地の確保に奔走した。

### 自動車の普及
また、1920年代後半から横浜市でアメリカのゼネラルモーターズ（シボレー）の、大阪府でフォード・モーターの生産が始まったことや、医師などを中心に、イギリスのオースチン・モーター・カンパニーや当時三井物産の傘下にあったオオタ自動車工業、日産自動車などの小型自動車が急速に普及していった。
さらに1930年代前半に入るとオオタが良家の令嬢をターゲットにした広告を、さらに日産が水の江滝子を起用した広告を大々的に行ったこともあり、都市部に住む医師や裕福な自営業、大卒以上のサラリーマンなどの中流階級を中心に、自動車への関心が急速に高くなっていき、それらに対するモータースポーツを使ったマーケテイングが急務となった。

### 開業
その後東京横浜電鉄がオリンピア球場跡地（異論もあり）を提供するとともに、同社が総工費10万円のうち7万円を出資した。さらに三菱グループの株主の飯田正美が3万円を寄付し、日本及びアジア初のパーマネントサーキットとして、1936年5月9日に開業した。
一周1,200m、幅20mのダートオーバルトラックの左回りのコースに、多摩川の堤防土手を利用したコンクリート造りのメインスタンドを持つ構造となっていた。メインスタンドの収容人数は数千人程度で、サーキット敷地内の最大収容人数は3万人とされている。運営は東京横浜電鉄が行った。
1937年4月発行の『東横・目蒲・玉川電車 沿線案内』には「面積四萬坪、コース一哩、三萬人を収容する大スタンド等施設完備せる東洋一の自動車大競走場」と記載されている。

## 開催大会

### 第1回全国自動車競走大会
1936年6月7日には、日本自動車競走倶楽部をオーガナイザーとして、日本初の本格的な自動車レースとなった第1回全国自動車競走大会が開催された。開会式には大日本帝国陸軍の将官が列席し、多摩川沿いという、都心から遠く離れた僻地での開催にもかかわらず1万人以上の観客を集めるなど大きな注目を集めた。本大会の運営には、日産自動車の従業員であった片山豊が携わり、マーケティングや広報を担当した。

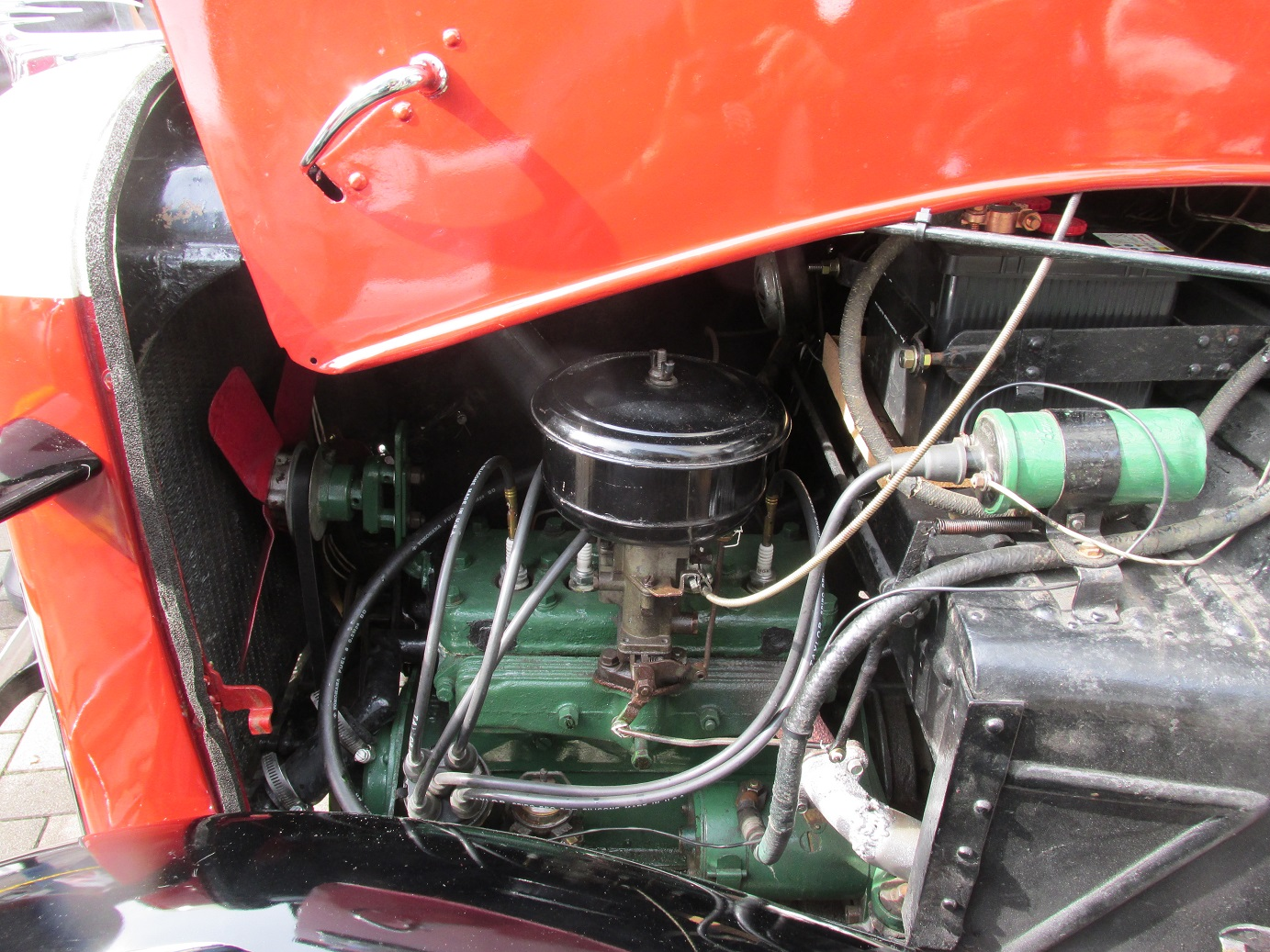
オオタ・N-7型エンジン（1936年）

当時横浜市にある工場で生産されていたフォードや、三井高公男爵が輸入したブガッティやベントレー、インヴィクタやハップモビルなどの様々な外国車のみならず、カーチスの航空機エンジンを搭載した改造車、日産自動車などの日本の大手自動車会社もワークス体制を組んで参戦した。
このレースには、後に本田技研工業を創設する本田宗一郎も自製の「浜松号」（エントラント名は「ハママツ」）で参戦したが、レース中の他車との接触事故によりマシンが横転しリタイアし、マシンから放り出された本田も骨折や視力低下を招くなどの重傷を負っている。
国産自動車部門で優勝したのはオオタ自動車工業が手作業で組み上げたレース専用マシンの「オオタ号」であった。なお、当日、スタンドからレースを観戦していた日産自動車の鮎川義介社長は敗北に激怒、社員に号令をかけ同年の第2回大会に雪辱を期した。

### 第2回全国自動車競走大会
同年10月に第2回大会が開催され、10カテゴリーに分けられるなどより細かいレギュレーションが採用された。今回も日産自動車やオオタのワークスチームのほか、第1回には出場していなかったメルセデス・ベンツやMG、ボクスホールやダッジなど様々な外国車も参戦した。
さらに、当時日本に進出していたドイツの自動車部品大手のロバート・ボッシュによる賞典も設けられ、観客数も増え2-3万人を動員したと伝えられるなど開催が軌道に乗った。なおこのレースにおいては、前回優勝できなかった日産自動車が雪辱を果たし優勝し、新聞や雑誌などに大々的に広告を打った。

### 第3回全国自動車競走大会
1937年5月16日に第3回大会が開催された。この回も多くの日本車と外国車が参戦したが、前回優勝した日産自動車のワークスチームは参加を見送り、ライバル不在の中でオオタのワークスチームが優勝を飾った。

### 第4回全国自動車競走大会
1938年4月17日には第4回大会が開催され、同時に全日本オートバイ選手権も開催された。しかし、前年の7月7日に盧溝橋事件をきっかけに勃発した日中戦争の激化を受けて施行された、物資動員計画に伴うガソリンの配給制移行や、陸軍大臣の杉山元が議会において東京オリンピック返上を進言する中、第4回大会を最後に自動車レースは行われなくなった。

## その後

### 第二次世界大戦前後
自動車によるレースは休止を余儀なくされたものの、1939年9月にヨーロッパで第二次世界大戦が開戦し、ドイツやイタリア、イギリスなどでレースの開催が中止された後もオートバイの草レースが開催されていた。
しかし、1941年12月の大東亜戦争の勃発を受けてオートバイによるレースも終了を余儀なくされ、その後は同盟国のドイツやイタリア、敵国のイギリスやアメリカなどと同様に全くレースが開催されなくなった。
戦後、軍事用に回された余剰ガソリンが市中に出回るようになると、ほどなく愛好家たちによりオートバイの草レースが再開されるようになった。

### 公営競技場建設計画
このころ、多摩川スピードウェイを公営競技場として使用する計画が持ち上がり、1949年にはオートレースの創設を目指して結成された日本小型自動車競走会（後の日本小型自動車振興会、現在のJKA）の主催によって、戦後初の『全日本モーター・サイクル選手権』が開催されている。
また、当時はすでに競輪競技が創設されており、翌年の1950年10月には千葉県に船橋オートレース場がオープンしたため、代わりに競輪場を建設する方向で神奈川県などの自治体が動きを見せていたが、河川敷における水害や、地理的に近隣にある川崎競輪場などとの競合が懸念されたことから、実現することはなかった。
さらに、連合国のひとつとして関東地域の占領業務にあたっていたアメリカ軍の将校などが横田基地のエプロンや滑走路でジムカーナなどを開催し始めると、日本における自動車レースの活動の中心がそれらに移ることとなる。このような米軍基地内でのジムカーナは、1952年に日本が連合国軍の占領から脱した後の1960年代に至るまで開催されていた。

### 廃止

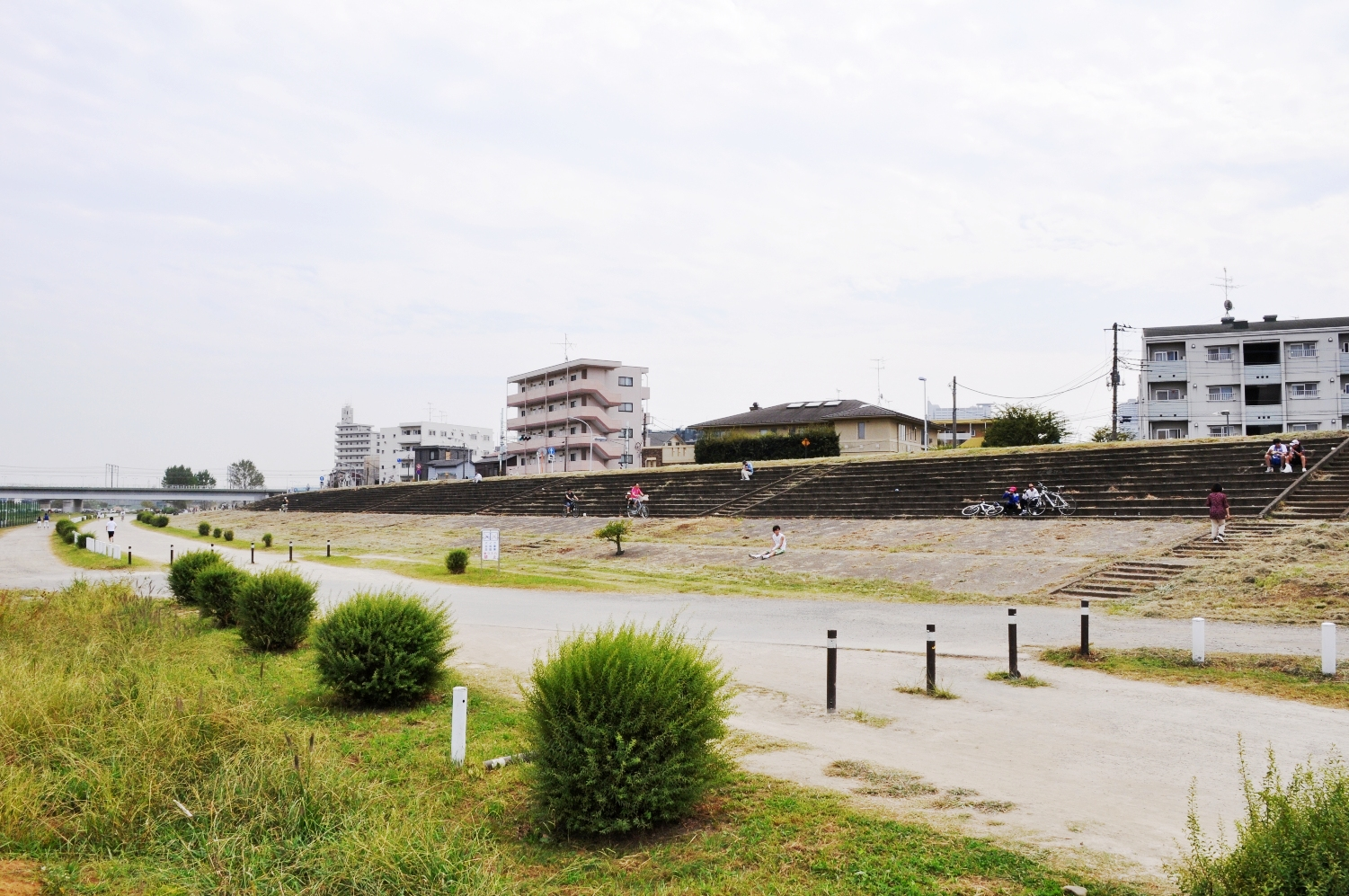
多摩川スピードウェイメインスタンド跡

このような形で利用者も減り、さらに戦後になって地方から首都圏への流入人口も増加したため、周辺地域に住人が増えてきたことで騒音問題が取り沙汰されるようになり、また公営競技場としての建設計画もなくなったこともあり、1950年代の初頭には廃止されることとなった。サーキットとして廃止された正確な時期は不明だが、1952年に野球場に改装され、東急フライヤーズが2軍グラウンドとして使用するようになった。
多摩川スピードウェイの廃止後、1962年に三重県に鈴鹿サーキットがオープンするまでの間、日本国内に自動車が使用できるパーマネントサーキットは存在しなかった。なお、首都圏のパーマネントサーキットとしては、1966年には静岡県に富士スピードウェイが、1970年には茨城県に筑波サーキットが、1997年には栃木県にツインリンクもてぎ（現：モビリティリゾートもてぎ）が、2009年には千葉県に袖ヶ浦フォレストレースウェイがオープンしている。
また、1965年には千葉県に船橋サーキットもオープンするが、こちらはわずか2年で閉鎖された（後の船橋オートレース場→三井不動産ロジスティクスパーク船橋）。

## 現在の跡地

開設80周年を記念するプレート。奥はメインスタンド跡

跡地の中央には日本ハム球団多摩川グラウンドが造成されたが、メインスタンドは多摩川の土手にコンクリートで直接造られたこともあり、2021年時点で護岸のような形で座席の跡や階段が残っていた。コースは最後まで舗装されずダートであったため、コーナーの様子などが野球グラウンドの敷地の隙間などで線形を伺うことができた。
2016年5月に、多摩川スピードウェイの開設80周年を記念するプレートが、現地の観客席メインスタンド跡地に設置された。
しかし2021年7月、堤防に残る観客席部分は河川管理施設等構造令の基準を満たしておらず、堤防の嵩上げと拡幅が必要となるため、観客席を取り壊す旨の通達が国土交通省より出された。
跡地の保存と情報発信を行う「多摩川スピードウェイの会」が国交省および川崎市に観客席の遺構を残すよう求める動きもあったが、国交省は同年10月18日より工事準備のため跡地を封鎖し、11月初旬に大半が取り壊された。最終的に、スタンドの一部（約3.3メートル幅）と記念プレートが切り出された上で新堤防に移設されることになり、工事完了後の2022年7月に公開された。また2023年4月22日には、藤本軍治の孫にあたる藤本隆宏が事務所を構えるイースタン青山ビル（東京都港区赤坂）に、「歴史遺構 多摩川スピード・ウエー観客席」としてスタンドの一部が設置・公開された。

## アクセス
神奈川県川崎市中原区上丸子天神町298。東急東横線新丸子駅または多摩川駅から徒歩で10分程度。東急東横線の多摩川橋梁の川崎側の北側付近に相当する。